# Asura uniformis
Asura uniformis là một loài bướm đêm thuộc phân họ Arctiinae, họ Erebidae.